# Château de Broindon
Le château de Broindon est un château du XVIIe siècle situé à Broindon en Côte-d'Or, au sein de la communauté de communes de Nuits-Saint-Georges et Gevrey-Chambertin, en Bourgogne-Franche-Comté. 
L’ensemble (château et parc) est inscrit aux Monuments historiques par arrêté du 26 juin 1994. La chapelle est classée aux Monuments historiques par arrêté du 12 octobre 1995.

## Localisation
Le château de Broindon, au centre du village éponyme, est situé à 4 kilomètres de Gevrey-Chambertin, 7 kilomètres du Clos Vougeot, 10 kilomètres de l’abbaye Notre-Dame de Cîteaux et 15 kilomètres de Dijon. 
Broindon fait partie de la communauté de communes de Nuits Saint-Georges et Gevrey-Chambertin, Côte-d'Or, en Bourgogne-Franche-Comté.

## Historique
Le château est érigé sur l'emplacement d'une citadelle celtique qui aurait donné son nom au village, la "forteresse de la montagne" -Brigendonis (834), dont la racine celte "Briga" atteste d'un "site fortifié".
En février 1239, sous l'abbatiat de Guillaume IV de Montaigu, Eudes de Marigny fait don à l'abbaye de Cîteaux de ses terres de Broindon. Les moines de Cîteaux entreprennent alors le drainage des terres (la Boise, la Mansouse et le Ruisseau du Milieu en conservant les tracés).

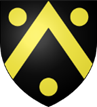
Armes d'Eudes de Marigny.

Robert Bigot, chevalier, est dit seigneur de Broindon vers 1250 et épouse Simonne de Blaisy (veuve en 1261). La seigneurie reste dans la famille Bigot (de Broindon) avec Guillaume et Clérambaud de Broindon, écuyers, puis Hue de Broindon et Gauthier de Broindon (fils de Clérambaud), puis Etienne de Broindon, époux d'Isabelle de Saigny (fille d'Huguenin de Saigny et Isabelle de Saffres).
Le 21 juin 1372, au sein des reprises de fief, aveux et dénombrements présentés à Philippe le Hardi, duc de Bourgogne, on trouve l'inscription faite par Jean Le Guespet, écuyer d'Arc-sur-Tille, en tant que seigneur de Broindon et Corboin.
En 1380, la seigneurie est vendue par Jean Le Guespet, écuyer d'Arc-sur-Tille, à Marguerite de Flandres, épouse en secondes noces du duc de Bourgogne Philippe II le Hardi, frère du roi de France Charles V, pour la dotation de la Sainte-Chapelle de Dijon. Les archives départementales de Côte d'Or conservent la lettre de Marguerite de Flandres, duchesse de Bourgogne, qui, pour l’augmentation de la dotation des deux chapellenies qu’elle a fondées en l’église de sa chapelle pour le repos de l’âme de sa mère, y joint la seigneurie de Broindon, qu’elle a acquise de Jean Le Guespet, écuyer, pour la somme de 450 francs or le 13 décembre 1380.

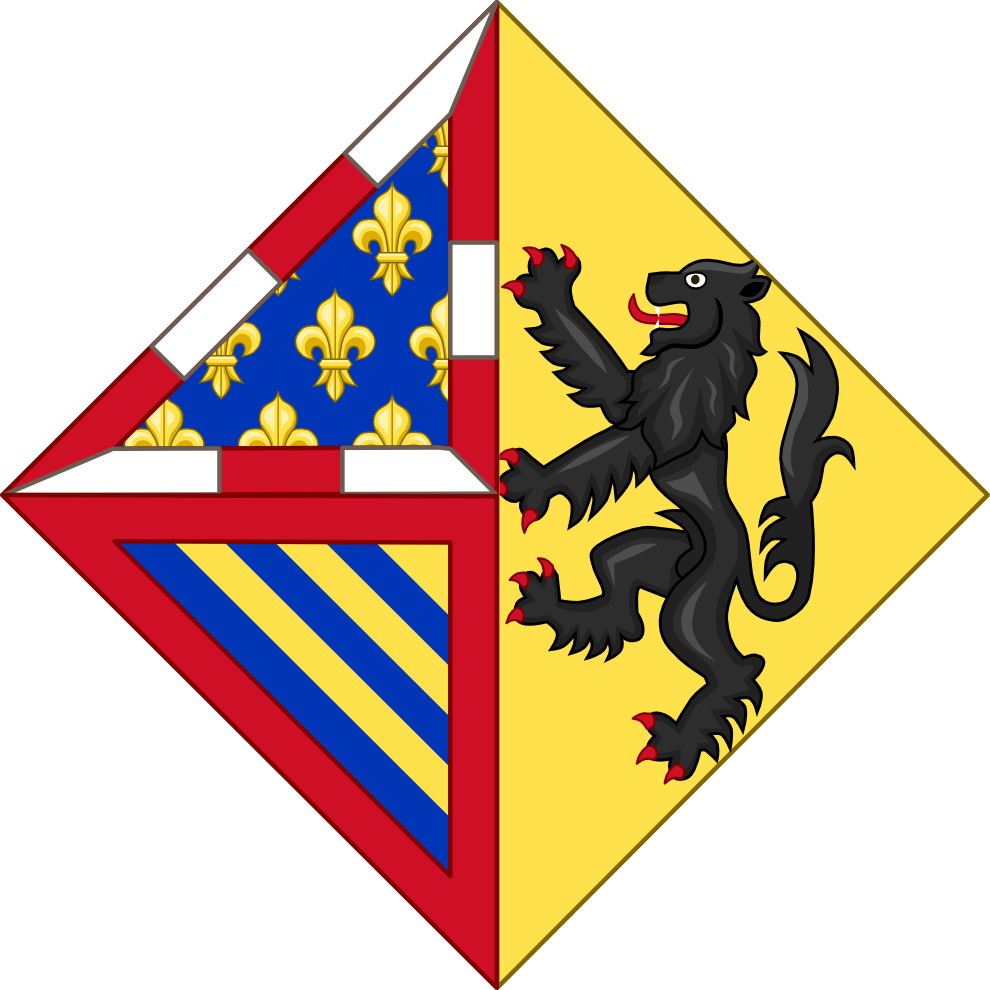
Armes de Marguerite de Flandres.

Jeanne de Broindon épouse Fouquet de Montigny, écuyer de Philippe le Hardi et châtelain de Jully-le-Chatel (Aube). Fouquet de Montigny est dit Sire de Broindon vers 1420, son sceau présentant deux fasces et un lambel. Son fils Jean de Montigny, est également dit seigneur de Broindon en 1441. 
Aux  XVe siècle, XVIe siècle, la seigneurie et les terres de Broindon passent entre les mains de plusieurs familles: les Lugny, Maillot, d'Eguilly (Saffres), Choiseul, Chevigny, Brancion, Rougemont.

Armes de Lugny.
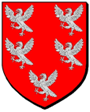
Armes de Saffres.
Armes de Choiseul.
Armes de Brancion.
Armes de Rougemont.

Au milieu du XVIe siècle (1556), la seigneurie de Broindon devient propriété de la famille Ocquidem, dont  plusieurs membres furent représentés à la Chambre des Comptes de Dijon. Michel Ocquidem, seigneur de Broindon, est Grand Audiencier en la Chancellerie de Dijon et conseiller du Roy en 1553. Son fils Bénigne Ocquidem, également seigneur de Broindon, est Conseiller au Parlement de Dijon en 1578. C'est sa fille Jeanne qui épouse Claude Gaillard, seigneur de Montigny et Essarois, maitre des comptes à la Chambre des Comptes de Dijon -les Gaillard de Montigny étant originaires de Chatillon-sur-Seine. 

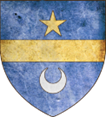
Armes Ocquidem.

En 1620, les six parties des terres formant la seigneurie de Broindon sont rachetées par Claude Gaillard de Montigny, alors président de la Chambre des comptes de Dijon (jusqu'en 1624). C'est son fils Philibert-François, seigneur de Montigny et Broindon, Conseiller au Parlement de Dijon et Conseiller aux Requêtes en 1633, qui entreprend la construction du château (1650), à la place d'une maison seigneuriale. Il chargea l'architecte et sculpteur dijonnais Jean Dubois d'orner le parc de vases et de statues, aujourd'hui malheureusement dispersées.
C'est à cette époque que très probablement, la nef de la chapelle de Broindon fut détruite pour permettre la construction du château, plus vaste que la maison seigneuriale, notamment par la construction de pavillons d'about, typiques d'une demeure d'un parlementaire bourguignon du XVIIe siècle.

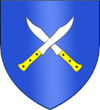
Armes Gaillard de Montigny.

Son fils Claude-Bernard Gaillard de Montigny, Conseiller au Parlement de Dijon en 1666, épouse Olympe Bernard de Trouhans, qui veuve, vend le 5 février 1703 la propriété à Claude de La Loge, écuyer, seigneur de Broindon et du Bassin, Receveur de la ville de Dijon (une famille originaire de Saulieu).
Sa petite-fille Louise de La Loge de Broindon apporte en dot le 8 avril 1741 la seigneurie à Philippe de La Mare, écuyer, seigneur de Chevigny-en-Valière, conseiller en Parlement (une famille originaire du Charolais).
C'est en 1760 que Jean-Baptiste de Baillyat (une famille originaire du pays d'Auxois) acquiert la seigneurie de Broindon. Il est dit seigneur de Broindon le 10 août 1773. Il épouse Marguerite Seguin, fille de Nicolas Seguin, Secrétaire du Roi en la Chancellerie du Parlement de Bourgogne en 1735.
A la fin du XVIIIe siècle, le fils de Jean-Baptiste, Nicolas Jean-Baptiste Baillyat de Broindon, accueille les émigrés fuyant la Révolution. Il est mentionné dans certains écrits les difficultés rencontrées par l'écuyer Baillyat, pour éviter que le château, qualifié de "forteresse", "citadelle", "véritable bastille qui fait trembler tout le canton" ne fusse rasé par les révolutionnaires.  L’édifice échappe ainsi aux dégradations. 
La maison reste dans les mains de la famille Baillyat de Broindon et ses descendants (familles de Lagoutte, famille Coujard de Laplanche et Dupré de Boulois) jusqu'à la fin du XIXe siècle.
Il est acheté en 1908 par Henri Toussaint, avocat au barreau de Dijon, dont la fille Marguerite épouse Christian Jacquin de Margerie en 1937. Propriété de la famille de Margerie pendant plus d'un siècle, il est actuellement propriété d'Aymeric et Gwendoline Flamant.

## Architecture
- Si vous ne connaissez pas le sujet, laissez ce bandeau (vous pouvez alors contacter les auteurs).
- Si vous supprimez le contenu mis en cause (vous pouvez préalablement contacter les auteurs),

argumentez précisément cette suppression dans la page de discussion
(un manque de référence n'est pas un argument ; une recherche réelle de référence doit avoir été effectuée, être formellement documentée).
L'ensemble des bâtiments dessine un long U au centre duquel trône un puits. Les fenêtres des mansardes présentent des décors sculptés qui ornent les longs toits couverts de tuiles bicolores.
Certaines pièces du château conservent des plafonds à la française, en grisaille ou peints, du 17e siècle. 
Dans le parc, côté est, on note le chœur d'une chapelle du XIIe siècle dédiée à saint Léger, évêque d'Autun, qui fut longtemps la seule église du village. Elle est ornée de fresques murales dont un christ en majesté, et de chapiteaux sculptés d'époque romane.
L’ensemble (château et parc) est inscrit aux Monuments historiques par arrêté du 26 juin 1994. La chapelle est classée aux Monuments historiques par arrêté du 12 octobre 1995.